# 江汉军区
江汉军区，是中国人民解放军中原军区下辖的一个二级军区，在1945年建立，1947年12月重建。

## 1945年建立
1945年第二次国共内战爆发，鄂豫皖湘赣军区于1945年9月16日建立江汉军区。军区司令员贺炳炎，政治委员郑绍文，副司令员罗厚福、文敏生，副政治委员廖汉生，参谋长王绍南，政治部主任任侯政。10月30日，改称中原军区江汉军区。
下辖：
- 襄南军分区（司令员张水泉，政治委员吴云鹏）
- 襄北军分区（司令员张兴卿，政治委员张谦光）
- 鄂中军分区（司令员蔡松荣，政治委员李人林）
- 洪山军分区（司令员颜东山，政治委员文敏生兼）
- 独立第一旅（旅长王才贵，政治委员廖汉生兼）。

## 1947年重建
1947年12月6日，晋冀鲁豫野战军第十二纵队和原中原军区独立旅合编重建江汉军区，隶属于中原军区。司令员张才千，政治委员刘建勋，副司令员韩东山，副政治委员郑绍文，参谋长辛元林，政治部主任张树才。江汉区党委城工部部长邱肱良、社会部长兼公安总局长邓少云
下辖：
- 第一军分区（司令员杨焕民，政治委员刘西尧）
- 第二军分区（司令员李学先，政治委员文敏生）
- 第三军分区（司令员李人林，政治委员杨殿奎）
- 独立旅（旅长吴世安，政治委员齐勇）
- 第四军分区：由襄西支队改编成立。司令员黄德奎（兼襄西工作委员会书记、襄西支队支队长兼政治委员）